# Erica bicolor
Erica bicolor är en ljungväxtart som beskrevs av Carl Peter Thunberg. Erica bicolor ingår i släktet klockljungssläktet, och familjen ljungväxter. Inga underarter finns listade i Catalogue of Life.